# Cnemophilidae
Cnemophilidae — родина горобцеподібних птахів. Містить 3 види.

## Таксономія
Раніше класифікувалась як підродина лоріївні (Cnemophilinae) у родині дивоптахових (Paradisaeidae). Проте генетичні дослідження показали, що птахи взагалі не пов'язані з дивоптахами. Дані свідчать про те, що їхніми найближчими родичами можуть бути личинкоїдові (Campephagidae). Тому у 2000 році групі присвоєно статус родини.

## Поширення
Представники родини мешкають в гірських лісах Нової Гвінеї.

## Види
- Рід Лорія (Cnemophilus)
  - Лорія чорна (Cnemophilus loriae)
  - Лорія вогниста (Cnemophilus macgregorii)
- Рід Жовточерева лорія (Loboparadisea)
  - Лорія жовточерева (Loboparadisea sericea)